# Ла Комуна (Падова)
Ла Комуна је насеље у Италији у округу Падова, региону Венето.
Према процени из 2011. у насељу је живело 21 становника. Насеље се налази на надморској висини од 7 м.